# Giẻ cùi lục
Cyanocorax yncas là một loài chim trong họ Corvidae.

## Hình ảnh

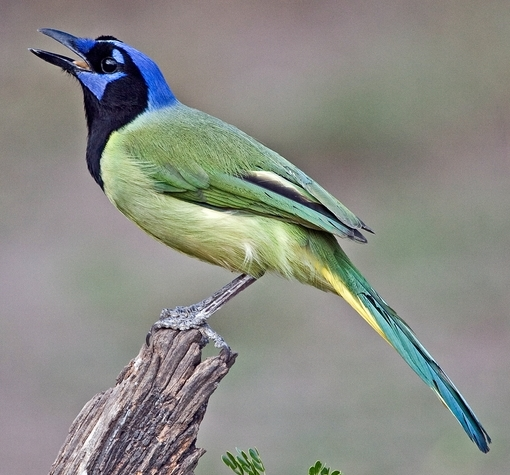
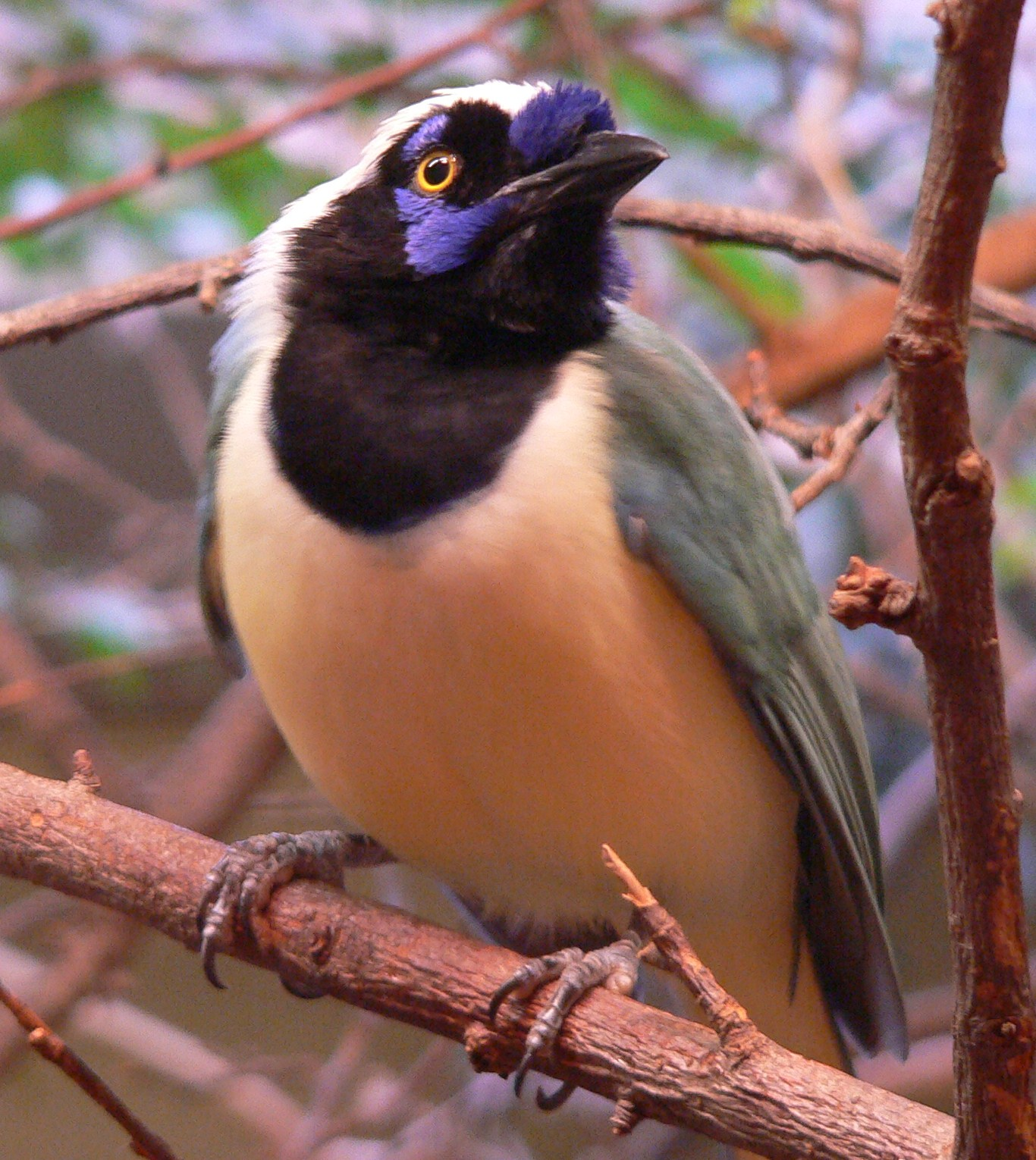
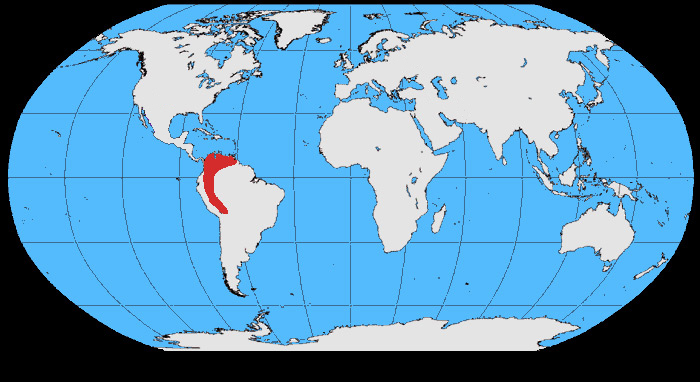
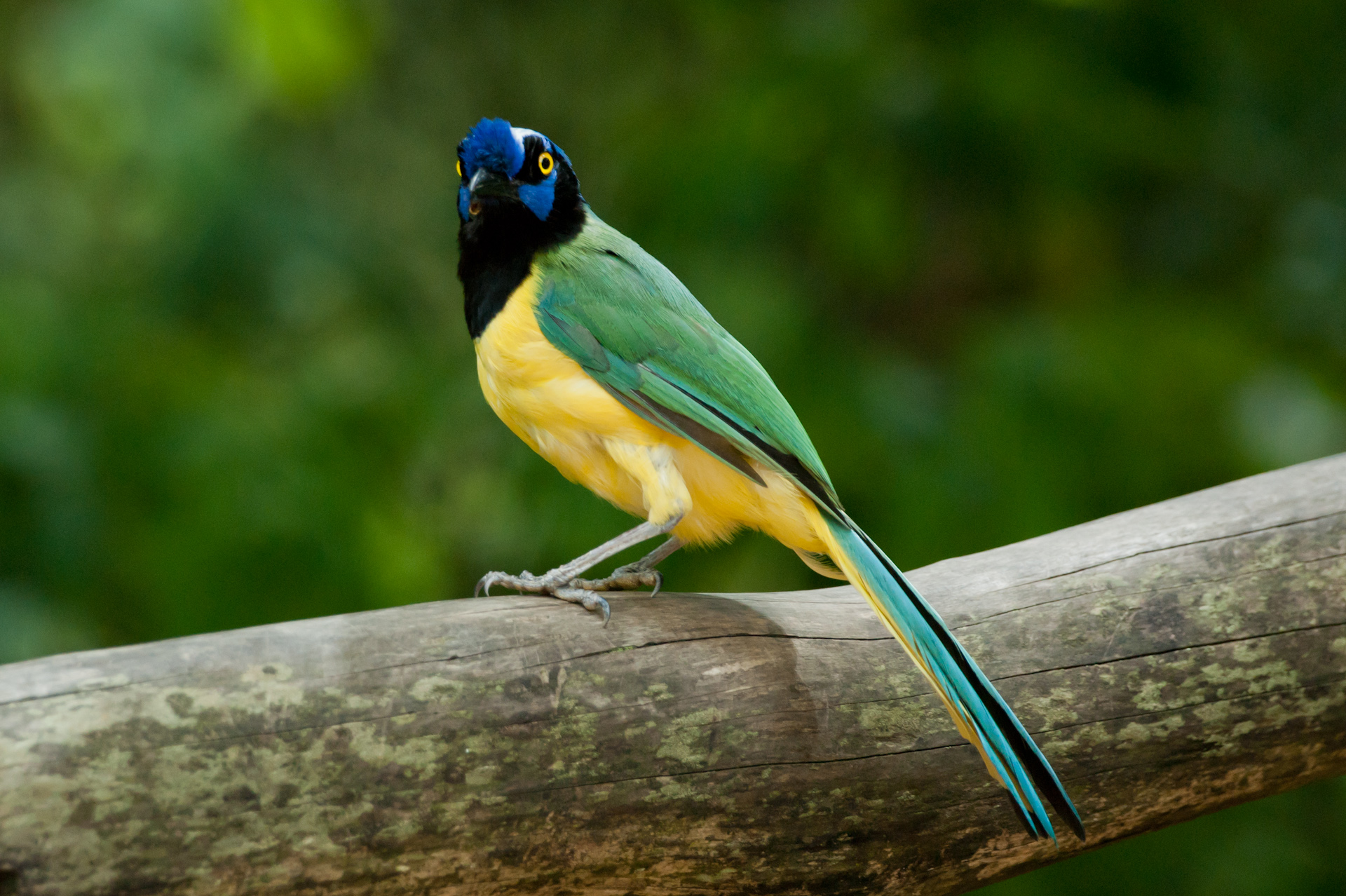
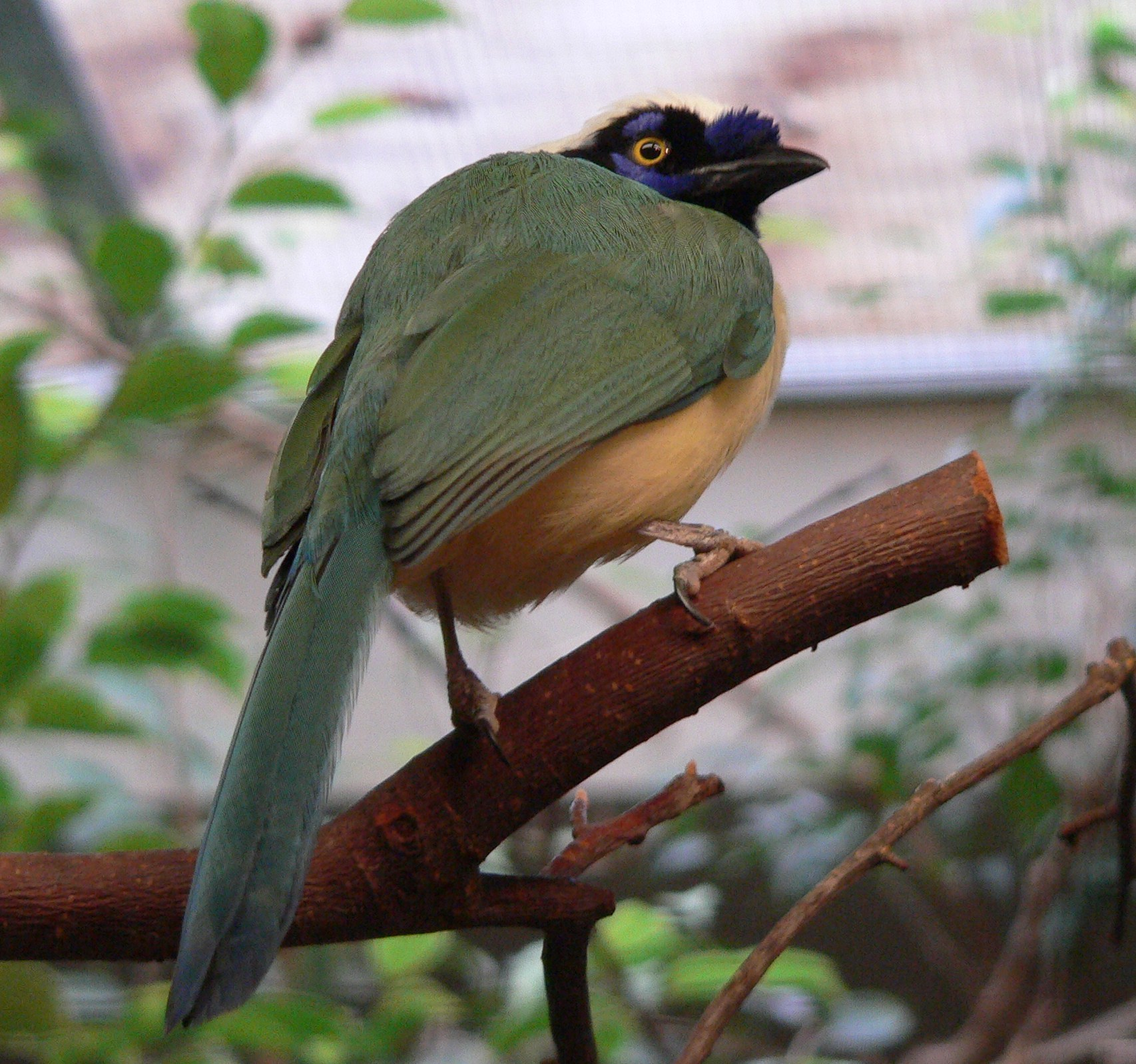
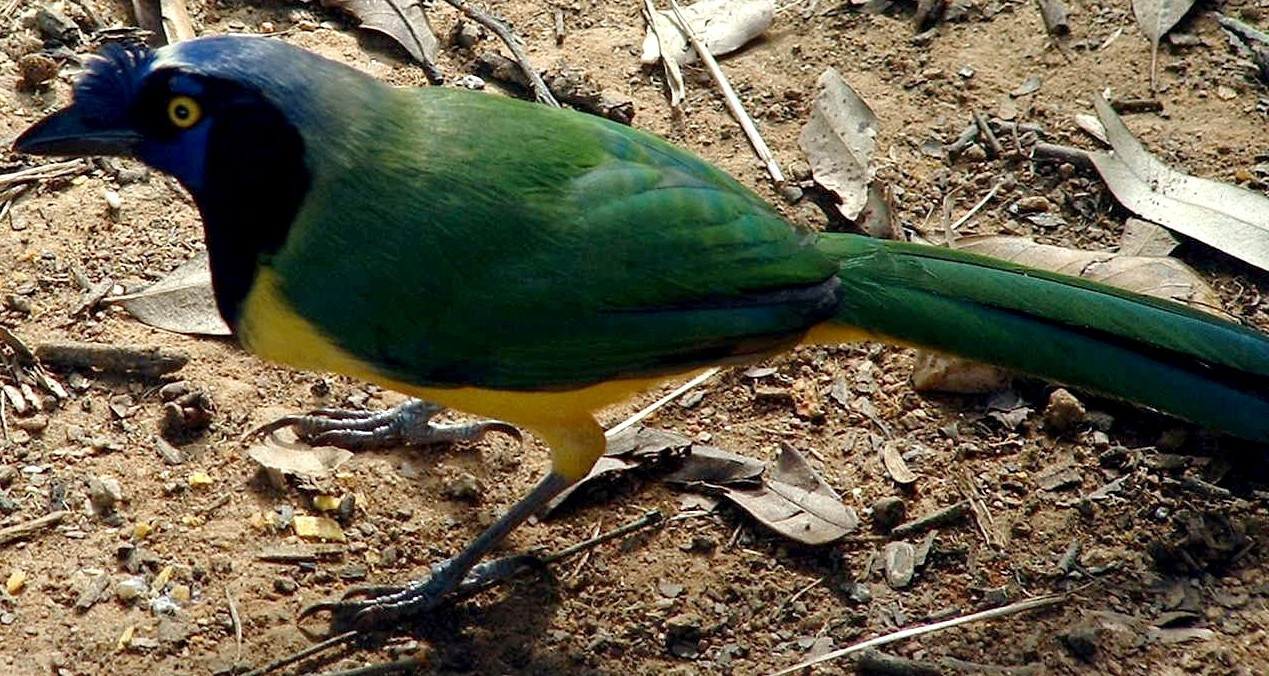